# 笠間淳
笠間 淳（かさま じゅん、1984年4月10日 - ）は、日本の男性声優。広島県出身。東京俳優生活協同組合所属。

## 略歴
学生時代はバスケットボールをしていたが、中学2年生くらいに放送されていたテレビアニメ『新世紀エヴァンゲリオン』を観て職業としての声優を意識するようになって憧れていたという。
高校・大学に進学の後、中国新聞社に就職し、同社員として販売局に勤めていた。そんなある時、「やり残したことがある人生って嫌だな」と思い、中国新聞社を退職して2011年に俳協ボイスアクターズスタジオ40期生として入所。
2013年より東京俳優生活協同組合所属となる。

## 人物
声種はバリトン。方言は広島弁。
免許・資格は普通自動車免許。趣味はバスケットボール。
仲のいい声優は松岡禎丞で、年末に一緒に旅行に行く仲であり、互いを「よしつぐくん」「じゅん」と呼んでいる。

## 出演
太字はメインキャラクター。

### テレビアニメ
2013年
- 蒼き鋼のアルペジオ -アルス・ノヴァ-（兵士C）

2014年
- スペース☆ダンディ（村人たち）

2015年
- 美男高校地球防衛部LOVE!
- GATE 自衛隊 彼の地にて、斯く戦えり（2015年 - 2016年、頭目、チャック、自衛隊員、ゾルザルのとりまき、帝国兵、小隊長） - 2シリーズ
- アルスラーン戦記（兵士）
- コメット・ルシファー（アナウンサー、警備兵）
- スタミュ（カメラマン）
- VALKYRIE DRIVE -MERMAID-（研究員）

2016年
- アクティヴレイド -機動強襲室第八係-（中山、男B）
- プリンス・オブ・ストライド オルタナティブ（実況）
- ふらいんぐうぃっち（おじさんC）
- ねじ巻き精霊戦記 天鏡のアルデラミン（アゴラ）
- レガリア The Three Sacred Stars（軍人）
- タブー・タトゥー（カーター）
- ブブキ・ブランキ 星の巨人（空港職員、ホテル客）
- クラシカロイド（作業員、解体業者）
- Lostorage incited WIXOSS（2016年 - 2018年、すず子の父） - 2シリーズ
- タイムボカン24（チャック）
- ナンバカ（ロックの父）

2017年
- 幼女戦記（ヴィリバルト・ケーニッヒ、部下）
- Re:CREATORS（コンビニ店員）
- パズドラクロス（ギルド龍喚士）
- ナイツ&マジック（キュッヒル、ドワーフB、貴族B）
- バチカン奇跡調査官（ヘンドリック）
- カイトアンサ（シンジョウメ、碇帽子屋）
- アイドルマスター SideM（葛之葉雨彦、スタッフ）
- 銀魂.（2017年 - 2018年、担当社員、ノロワ・レター・メガネ、攘夷志士A）
- 名探偵コナン（男性）

2018年
- 宇宙よりも遠い場所（林店長）
- ダメプリ ANIME CARAVAN（チンピラ）
- りゅうおうのおしごと!（観客A）
- お前はまだグンマを知らない（轟二矢）
- 重神機パンドーラ（兵士、市職員）
- ハイスクールD×D HERO（ヘラクレス）
- 斉木楠雄のΨ難（サイレントサイボーグ主人公）
- ガンダムビルドダイバーズ（クジョウ・キョウヤ）
- ゴールデンカムイ（2018年 - 2020年、岡田） - 2シリーズ
- レイトン ミステリー探偵社 〜カトリーのナゾトキファイル〜（オズワルド・ブレイムス〈過去〉）
- はたらく細胞（肺炎球菌1、分泌細胞隊長、赤血球4、胸腺上皮細胞、赤血球8）
- すのはら荘の管理人さん（店員、係員、妄想の夫、ゲーム音声、TVナレーション、出店のおじさん、お客さん）
- つくもがみ貸します（加藤清正）
- オーバーロード（2018年 - 2022年、ニンブル・アーク・デイル・アノック、帝国騎士） - 2シリーズ
- Back Street Girls -ゴクドルズ-（マイケル）
- やがて君になる（先生）
- アイドルマスター SideM 理由あってMini!（葛之葉雨彦）
- メルクストーリア -無気力少年と瓶の中の少女-（ガルシャン）
- となりの吸血鬼さん（男性客A）
- とある魔術の禁書目録III（機長）

2019年
- 魔法少女特殊戦あすか（コンスタンチン・アシモフ）
- 転生したらスライムだった件（冒険者達）
- みだらな青ちゃんは勉強ができない（教師、スキン先輩、スキン店長、スキン魚屋）
- 異世界かるてっと（2019年 - 2020年、ヴィリバルト・ケーニッヒ） - 2シリーズ
- イナズマイレブン オリオンの刻印（ドメルゴ・ドミンゲス）
- あひるの空（朽木ひろし、医師）

2020年
- ソマリと森の神様（街の住人）
- ハイキュー!! TO THE TOP（尾白アラン）
- BORUTO-ボルト- NARUTO NEXT GENERATIONS（2020年 - 2021年、ムギノ）
- NOBLESSE -ノブレス-（クランス）
- キミと僕の最後の戦場、あるいは世界が始まる聖戦（2020年 - 2025年、ネームレス） - 2シリーズ
- 池袋ウエストゲートパーク（チンピラA、GボーイA、ヒロト派）

2021年
- 究極進化したフルダイブRPGが現実よりもクソゲーだったら（ナレーション）
- カードファイト!! ヴァンガード overDress（トウヤの父）
- ジャヒー様はくじけない!（警官A、警官）
- うらみちお兄さん（ナレーション）
- 鬼滅の刃 無限列車編
- 進化の実〜知らないうちに勝ち組人生〜（中年男、ボスコ・ダン、ヒゲ騎手、大山剛）

2022年
- オリエント（柿崎景悟）
- 永久少年 Eternal Boys（2022年 - 2023年、井伊蓮司）

2023年
- REVENGER（繰馬雷蔵）
- 便利屋斎藤さん、異世界に行く（キスルギ）
- 英雄王、武を極めるため転生す 〜そして、世界最強の見習い騎士♀〜（ウェイン）
- Helck（ガウリィウル）

2024年
- 最強タンクの迷宮攻略〜体力9999のレアスキル持ちタンク、勇者パーティーを追放される〜（ルード）
- スナックバス江（東美樹）
- 多数欠（須藤良平）
- キン肉マン 完璧超人始祖編（2024年 - 2025年、ブロッケンマン、ブロッケンJr.） - 2シリーズ
- ハズレ枠の【状態異常スキル】で最強になった俺がすべてを蹂躙するまで（ギズン）
- 神之塔 -Tower of God-（ノビック） - 2シリーズ
- ネガポジアングラー（取り立て屋B）
- メカウデ（ナンバ）
- ブルーロック VS. U-20 JAPAN（超健人）
- シャングリラ・フロンティア 2nd season（スーパー玉男）

2025年
- 没落予定の貴族だけど、暇だったから魔法を極めてみた（ゴン）
- 俺だけレベルアップな件 Season 2 -Arise from the Shadow-（ルノー）
- LAZARUS ラザロ（バスケ少年）
- 勘違いの工房主〜英雄パーティの元雑用係が、実は戦闘以外がSSSランクだったというよくある話〜（ジェネリク）
- 俺は星間国家の悪徳領主!（役人）
- サイレント・ウィッチ 沈黙の魔女の隠しごと（ウィルディアヌ）
- 盾の勇者の成り上がり Season 4（ティラン）

### 劇場アニメ
- GANTZ:O（2016年）
- さよならの朝に約束の花をかざろう（2018年、兵士）
- 劇場版 幼女戦記（2019年、ヴィリバルト・ケーニッヒ[45]）
- 劇場版 鬼滅の刃 無限列車編（2020年[46]）
- 宇宙の法-エローヒム編-（2021年、ルシフェル[47]）
- あんさんぶるスターズ!!-Road to Show!!-（2022年、HiMERU）
- 劇場版 異世界かるてっと 〜あなざーわーるど〜（2022年、ヴィリバルト・ケーニッヒ[48]）
- THE FIRST SLAM DUNK（2022年、三井寿[49]）
- 永久少年 Eternal Boys NEXT STAGE（2023年、井伊蓮司[50]）
- ひゃくえむ。（2025年、仁神[51]）

### OVA
- ストライク・ザ・ブラッド（2018年 - 2021年、矢瀬幾磨） - 2シリーズ[一覧 9]

### Webアニメ
- ようじょしぇんき（2017年、ヴィリバルト・ケーニッヒ）
- くるねこ（2017年、ナレーション）
- ガンダムビルドダイバーズ『プロローグ』（2018年、クジョウ・キョウヤ[52]）
- OBSOLETE（2019年、ロードマスター）
- ガンダムビルドダイバーズRe:RISE（2020年、クジョウ・キョウヤ）
- ガンダムビルドダイバーズ バトローグ（2020年、クジョウ・キョウヤ）
- 幼女戦記『砂漠のパスタ大作戦』（2021年、ヴィリバルト・ケーニッヒ）
- TIGER & BUNNY 2（2022年、アンゼイ・ヘドマン）
- ハンドレッドノート（2023年 - 、枯柳杖道）
- BASTARD!! -暗黒の破壊神-（2023年、ヨルグ・フィシス[53]）
- 崩壊:スターレイル（2023年 - 2024年、サム、ファイアフライ-IV戦略強襲装甲） - 4作品[一覧 10]
- ガンダムビルドメタバース（2023年、クジョウ・キョウヤ）

### ゲーム
2016年
- アイドルマスター SideM（2016年 - 2023年、葛之葉雨彦）

2017年
- アイドルマスター SideM LIVE ON ST@GE!（2017年 - 2020年、葛之葉雨彦）
- RXN -雷神-（寛成マサチカ）

2018年
- CARAVAN STORIES（ガルゴゴ）
- クイズRPG 魔法使いと黒猫のウィズ（シド・ハーロック）
- 東京放課後サモナーズ（タングリスニル）
- 共闘ことばRPG コトダマン（2018年 - 2024年、ウォン＝クーロン、ソウシツ、プタハ、ウォン九龍、ソンシンプ）

2019年
- 龍が如く ONLINE（司馬冬弥、清田史郎）
- 快感♥フレーズ CLIMAX -NEXT GENERATION-（藤堂雪彦）

2020年
- あんさんぶるスターズ!! Basic / Music（2020年 - 2024年、HiMERU） - 2作品
- グランドサマナーズ（イーグル）
- SHOW BY ROCK!! Fes A Live（もんもん）
- ライブ・ア・ヒーロー!（ラクタ、アルキバ）
- ぷよぷよ!!クエスト（尾白アラン）
- ドラゴンクエストライバルズ エース（トビアス）
- 幼女戦記 魔導師斯く戦えり（ヴィリバルト・ケーニッヒ）

2021年
- アイドルマスター ポップリンクス（葛之葉雨彦）
- ジャックジャンヌ（睦実介）
- 異世界に転生したら伝説の勇者（受）でした!?（ヴェルナー）
- ブラウンダスト（ヤン）
- LOST JUDGMENT 裁かれざる記憶（鉄爪）
- アイドルマスター SideM GROWING STARS（2021年 - 2023年、葛之葉雨彦）
- 鬼滅の刃 ヒノカミ血風譚
- 千銃士:Rhodoknight（ジーグブルート）

2022年
- 新信長の野望（伊達政宗、高橋紹運、北条氏政）
- Fate/Grand Order（2022年 - 2023年、黄飛虎）
- スターオーシャン6 THE DIVINE FORCE（ゲラルト・イル・ヴァイル）
- カードファイト!! ヴァンガード ディアデイズ（那珂野ドウシ）
- 信長の野望 覇道（上杉景勝）

2023年
- モンスターユニバース（スィナーン）
- 夢職人と忘れじの黒い妖精（シイラ）
- 永久少年Side Project -トワイライトなスピカ-（井伊蓮司）
- テクノロイド ユニゾンハート（サク）
- 信長の野望 出陣（真田信幸、真田信之、長宗我部元親）
- あんさんぶるトレーニング!!（HiMERU）
- 機動戦士ガンダム アーセナルベース（2023年 - 2024年、ザビーネ・シャル、クジョウ・キョウヤ）
- キューピット・パラサイト -Sweet & Spicy Darling.-（イーライ・オマール）

2024年
- 崩壊:スターレイル（サム）
- ポケモンマスターズEX（ゲン）
- エクスアストリス（ロイ）
- グランブルーファンタジー（アブラメリン、ピィジウ）
- グランサガ（イサク）
- 百英雄伝（ラキアン＝アルカシウス＝ファウード）
- 機動戦士ガンダム U.C. ENGAGE（ザビーネ・シャル〈2代目〉、オペレーター）
- My9Swallows TOPSTARS LEAGUE（仲大路蓮）
- ドラゴンクエストX（トビアス）
- 刀剣乱舞 ONLINE（雲生）

2025年
- WIND BREAKER 不良たちの英雄譚（蛸屋透）
- トワと神樹の祈り子たち（アカズ）

時期未定
- オランピアソワレ Catharsis（藍蜘）
- MAGIBLAST（ナザロ・ノクターニャ）

### ドラマCD
2016年
- THE IDOLM@STER SideM シリーズ（2016年 - 2024年、葛之葉雨彦）
  - ST@RTING LINE 15 Legenders
  - NEW STAGE EPISODE 09 W  ※ゲスト出演
  - NEW STAGE EPISODE 10 Legenders
  - GROWING SIGN@L 05 Legenders
  - CIRCLE OF DELIGHT 16 Legenders

2018年
- シチュエーションドラマCD『Andante』（結城よりと）

2019年
- 音戯の譜〜CHRONICLE〜 シリーズ（2019年 - 2021年、エーゼル・ナハトムジーク）
  - Blinzen Parade
  - 2nd series 対盤編 Fantasie Nacht / 晦冥ノ慟哭
  - 2nd series 対盤編 終止符をこの手に

- GANG×ROCK 皇位争奪トーナメント ENTRY 03 ASTRAGALUS『己を識れよ、世界を賭けよ』（副島桂）

2021年
- シチュエーションドラマCD『天堂先生の恋愛事情』（天堂）
- STATION IDOL LATCH! シリーズ（2021年 - 2024年、飴屋楊）
  - STATION IDOL LATCH! 04
  - THE FIRST TRAIN 〜声よし!〜

2023年
- 永久少年 Eternal Boys シリーズ（井伊蓮司）
  - 永久少年 Eternal Boys ステージ2
  - 永久少年 Eternal Boys ステージ3

2024年
- 東京カラーソニック!! Trust Ep.05 BUMPEACE（徳川豪）
- 恋した人は、妹の代わりに死んでくれと言った。（ブライト）
- ジャックジャンヌ『夏果てのスウィング』（睦実介）

### BLCD
2015年
- できちゃった男子 波留日編（2015年ー2016年、先輩）
  - できちゃった男子 波留日のカレシ編（若頭）

2017年
- 好物はいちばんさいごに腹のなか（山藤）
- 真夜中ラブアライアンス（2017年ー2020年、マスター）
  - 真夜中ラブアライアンス DEEP（ヨシオ）

2018年
- ワンコ系部下のしつけ方（武田・AV撮影スタッフE）

2019年
- 君と僕と世界のほとり Phrase2 迷い恋バレンタイン（五十嵐篤史）
- オオカミくんはこわくない（養護教諭）
- サハラの黒鷲（2019年ー2020年、ロキの父）
  - サハラの黒鷲2 sideアルキル（ナレーション)

- 男やもめも花は咲く（植松）
- ダーティダーリン（はまさん）
- 三兄弟、おにいちゃんの恋（2019年 - 2021年、甲斐）
  - 三兄弟、おにいちゃんの愛

2020年
- シャングリラの鳥（男性客）

2021年
- レムナント5 -獣人オメガバース-（2021年ー2022年、タロン・ヴォルドーフ）
  - レムナント6 -獣人オメガバース-

2022年
- ゾンビ・ハイド・セックス1（千ヶ崎和馬）
- お前のほうがかわいいくせに（奈良征二）

2023年
- ハジメテだけどカメラの前で（植木）
- ホワイトライアー（陣ノ内大河）

2024年
- 羅城恋月夜（茨木）

2025年
- ワンナイト・トゥルー・スタンド（白石光喜）

### オーディオドラマ
- シチュエーションボイスドラマ『秘密アパート、入居者募集してません!』（2019年、菅野一擲[115]）
  - 菅野＆宇井篇[116]
  - 菅野一擲篇[117]
- STATION IDOL LATCH!（2021年 - 、飴屋楊）
- ハンドレッドノート（2023年 - 、枯柳杖道）
- アイドルマスター SideM『315 PASSION CONTENTS』（2023年 - 2024年、葛之葉雨彦） - 4作品[一覧 11]

### デジタルコミック
- 陰陽師と天狗眼（2023年、狩野怜路[118]）
- BLゲームの主人公の弟であることに気がつきました（2023年、柊冬眞[119]）※第4話から登場
- シェパードハウス・ホテル（2024年、ホンダ[120]）

### CM・PV
- DLSiteがるまに『秘密アパート篇』TVCM（2019年、菅野一擲[121]）
- 富士見L文庫『意地悪な母と姉に売られた私。何故か若頭に溺愛されてます』TVCM（2023年、日鷹桐也[122]）
- ヒーロー文庫『最強タンクの迷宮攻略』PV（2024年、ルード[123][124]） - 2作品[一覧 12]
- メディアワークス文庫『心獣の守護人 -秦國博宝局宮廷物語-』PV（2024年、水瀬鷲[125]）

### 吹き替え

#### 映画
- セブン・シスターズ（2018年、ジョー[126]）
- バトル・オブ・ザ・セクシーズ（2018年）
- 恋するプリテンダー（2024年、ベン〈グレン・パウエル〉[127][128]）

#### ドラマ
- 夜警日誌（2015年、ソン内官）
- 華政（2016年）
- シークレット・インベージョン（2023年、グラヴィク〈キングズリー・ベン＝アディル〉[129]）
- マスクガール（2023年、チェ・プヨン〈イ・ジュニョン〉）

#### アニメ
- パワーパフガールズ（2016年）
- モンスター・ホテル クルーズ船の恋は危険がいっぱい?!（2018年、チッチ[130]）
- フェイフェイと月の冒険（2020年、ホウイー）

### ナレーション
- 旅のチカラ『“仮面の魔力”が私を動かす 〜草刈民代 イタリア・ヴェネチア〜』（2013年）
- ザ・プロファイラー 〜夢と野望の人生〜（2015年 - ）
- すくすく子育て（2016年 - ）
- ボイレピ♪ 朝ごはん #23 笠間淳さんの声で作る『インドのブレッドオムレツ』（2022年[131]）
- マーベルズ 予告編（2023年[132]）
- 熱血バスケ（2023年 - [133]）
- 小峠くんにスポーツを教えナイト（2023年[134]）
- ソーシャルテック『チャップアップシャンプー』CM（2024年[135]）※比江島慎とのコラボ
- Kis-My-Ft2『HEARTBREAKER/C'monova』初回盤B 特典DVD「キスマイバスケ王を決めろ! 玉森カップ」（2024年[136]）
- アニマルプラネット『解明・巨大動物の脅威』（2024年 - [137]）
- TOKYO MX『おはリナ!』（2024年 - [138]）

### ラジオ・配信番組
※はインターネット配信。
- アイドルマスター SideM ラジオ 315プロNight!（2016年 - 不定期、ニコニコ生放送※）
- 笠間淳の黄昏古書堂（2018年 - 、ニコニコ生放送※）
- 笠間淳・梶原岳人の Radio Cruw(z) 〜Voice Voyage〜（2019年 - 2020年、SMART USEN※）
- 月刊 新・男前通信 6月号 月刊 笠間淳（2019年6月、文化放送 モバイルplus※）
- あんさんぶるスターズ!!『ALKALOID』&『Crazy:B』のラジオスクエア!!（2019年 - 2020年、音泉※）[139][140]
- ニシムラジヲ presents 笠間淳とおっさんと（2020年 - 2021年、YouTube※）
- 笠間淳・梶原岳人のふらっと紀行! 〜…え? スタジオからは出られないんですか?〜（2020年 - 2023年、音泉※）
- 笠間淳と山口智広のソトアソビ（2021年 - 2022年、ニコニコ生放送※）
- 田丸篤志・笠間淳の僕らとすごしてみませんか?（2022年 - 2023年、ニコニコ生放送※）
- 狩野翔の未踏ドライ部!（2022年 - 、YouTube※）
- 三井倉庫グループ presents 未来に『つなぐ』物語（2023年 - 、TOKYO FM）[141]
- THE IDOLM@STER MUSIC ON THE RADIO（2024年6月 - 7月、ニコニコ生放送※）

### 映像商品
- THE IDOLM@STER SideM シリーズ（2017年 - 2024年）
- テレビアニメ『お前はまだグンマを知らない』DVD 特典映像（2018年7月27日）[142]
- バンダイナムコエンターテインメントフェスティバル TOKYO DOME 2DAYS LIVE Blu-ray（2020年9月9日）
- くまがみ珈琲店 〜プレミアムブレンド〜 イベント出張5号店 テイクアウトDVD（2021年1月9日、ゲスト）[143]
- あんさんぶるスターズ!! ユニットソングCD ALKALOID & Crazy:B リリースライブ 〜Kiss of Party〜（2021年4月28日）[144]
- あんさんぶるスターズ!! Starry Stage 4th -Star's Parade- August（2022年6月29日）[145]
- バンダイナムコエンターテインメントフェスティバル 2nd 2days LIVE Blu-ray（2023年2月8日）
- 映画『THE FIRST SLAM DUNK』Blu-ray & DVD 特典映像（2024年2月28日）[146]
- あんさんぶるスターズ!! Cast Live Starry Symphony -the first light-（2024年6月19日）[147]
- 森久保祥太郎 × 浪川大輔 つまみは塩だけ『東京ロケ・トランプゲーム編2024』DVD（2024年8月23日、ゲスト）[148]
- あんさんぶるスターズ!! あんスタチャンネル presents CAFE CINNAMON ニキズキッチン vol.4（2024年12月26日、ゲスト）
- あんさんぶるスターズ!! Cast Live Starry Symphony -the midnight sun-（2025年4月23日）[149]

### 朗読劇
- 音楽朗読劇『レ・ミゼラブル』（2019年12月12日 - 13日、サンシャイン劇場） - ジャヴェール警部 役[150]
- 声のプロフェッショナルが奏でるリーディングシェイクスピア『ロミオとジュリエット』（2019年12月19日・21日、サンシャイン劇場） - 神父 役他[151]
- 声のプロフェッショナルが奏でるリーディングシェイクスピア『マクベス』（2020年12月2日・6日、サンシャイン劇場） - ダンカン王 役他[152]
- 声優が魅了する日本怪談話『流離う魂 -小泉八雲の世界-』（2020年12月22日、紀伊國屋サザンシアター TAKASHIMAYA） - 西田千太郎 役他[153]
- 朗読で描くミステリー『シャーロック・ホームズ 〜特別なあのひと〜』（2021年1月6日 - 7日、紀伊國屋サザンシアター TAKASHIMAYA） - ジョン・H・ワトソン 役[154]
- 音楽朗読劇『レ・ミゼラブル』※追加公演（2021年7月16日、KAAT神奈川芸術劇場） - ジャヴェール警部 役[155]
- 朗読と能で描く陰陽師と鬼の世界『幽玄朗読舞 KANAWA』（2021年9月5日、銀座博品館劇場） - 安倍晴明 役[156]
- 声のプロフェッショナルが奏でる日本文学『三つの愛と、厄災』（2021年10月13日・15日、紀伊国屋ホール） - ひばり 役他[157]
- 朗読劇 幽玄朗読舞『SEIMEI 〜道成寺伝説より〜』（2022年10月30日、銀座博品館劇場） - 安倍晴明 役[158]
- THE IDOLM@STER SideM PASSIONABLE READING SHOW 超常事変 〜対立スル正義〜（2023年3月11日、武蔵野の森総合スポーツプラザ） - 葛之葉雨彦 役[159]
- 朗読劇『ドリアン・グレイの肖像』（2023年5月6日、TOKYO FMホール） - バジル・ホールワード 役他[160]
- THE IDOLM@STER SideM PASSIONABLE READING SHOW 〜天地四心伝〜（2024年2月10日、幕張イベントホール） - 葛之葉雨彦 役[161]
- 朗読劇『ネコたん! 〜猫町怪異奇譚〜』（2024年5月12日、あうるすぽっと） - サクタロー 役[162]
- リーディング公演『ジャックジャンヌ -あらた森の蟲退治-』（2024年7月20日、昭和大学上條記念館） - 睦実介 役[163]
- 朗読劇『ニュー・ルネッサンス・イン・パリ』（2024年7月26日、銀座博品館劇場） - ミッテラン大統領 役他[164]
- 朗読劇ボイコメ vol.3 〜声優 × 吉本新喜劇〜（2024年12月14日、COOL JAPAN PARK OSAKA）[165]
- SF空想科学朗読劇『宇宙戦争』（2025年1月9日、I'M A SHOW）[166]
- 〜声優星空プラネタリウム朗読会〜 ほし × こえ『星空タクシー』（2025年1月11日、さいたま市宇宙劇場）[167]

### 舞台
- クロジ 第19回公演『白い雪と赤い華』（2021年9月30日 - 10月1日、こくみん共済coopホール/スペース・ゼロ） - 一条由良 役[168]

### その他コンテンツ
- 城崎広告（2017年 - 2021年、千歳原教次）
- STATION IDOL LATCH!（2021年 - 、飴屋楊[169]）
- 中国新聞 連載コラム『笠間ボイス』（2023年、全10回[170]）
- ハンドレッドノート（2023年 - 、枯柳杖道[171]）

## ディスコグラフィ

### キャラクターソング
| 発売日   | 商品名                                                                                                 | 歌 | 楽曲                                                                                  | 備考 |
| 2016年   | 2016年                                                                                                 | 2016年 | 2016年                                                                                | 2016年 |
| -------- | --- | --- | ------------------------------------------------------------------------------------- | --- |
| 10月26日 | THE IDOLM@STER SideM ST@RTING LINE 15 Legenders                                                        | Legenders | 「Legacy of Spirit」 「String of Fate」 「DRIVE A LIVE」                              | ゲーム『アイドルマスター SideM』関連曲                                                                          |
| 2017年   | | |                                                                                       | |
| 2月1日   | Beyond The Dream                                                                                       | 315 ALLSTARS | 「Beyond The Dream」                                                                  | ゲーム『アイドルマスター SideM』テーマソング                                                                    |
| 2月1日   | Beyond The Dream                                                                                       | 315 STARS（インテリ Ver.） | 「Beyond The Dream」                                                                  | ゲーム『アイドルマスター SideM』テーマソング                                                                    |
| 6月28日  | THE IDOLM@STER SideM ORIGIN@L PIECES 05                                                                | 葛之葉雨彦（笠間淳） | 「Sweep Your Gloom」                                                                  | ゲーム『アイドルマスター SideM』関連曲                                                                          |
| 2018年   | | |                                                                                       | |
| 1月17日  | THE IDOLM@STER SideM 3rd ANNIVERSARY DISC 01 Café Parade & Altessimo & Legenders                       | Legenders | 「Symphonic Brave」                                                                   | ゲーム『アイドルマスター SideM』関連曲                                                                          |
| 1月17日  | THE IDOLM@STER SideM 3rd ANNIVERSARY DISC 01 Café Parade & Altessimo & Legenders                       | Café Parade & Altessimo & Legenders | 「Eternal Fantasia」                                                                  | ゲーム『アイドルマスター SideM』関連曲                                                                          |
| 2月2日   | THE IDOLM@STER SideM 3rd ANNIVERSARY SOLO COLLECTION 01                                                | 葛之葉雨彦（笠間淳） | 「Symphonic Brave」                                                                   | ゲーム『アイドルマスター SideM』関連曲                                                                          |
| 5月9日   | THE IDOLM@STER SideM WORLD TRE@SURE 01                                                                 | 天道輝（仲村宗悟）、握野英雄（熊谷健太郎）、紅井朱雀（益山武明）、葛之葉雨彦（笠間淳）                                                                     | 「永遠なる四銃士」 「MEET THE WORLD!（FRANCE Ver.）」                                 | ゲーム『アイドルマスター SideM LIVE ON ST@GE!』関連曲                                                           |
| 12月19日 | THE IDOLM@STER SideM WakeMini! MUSIC COLLECTION 03                                                     | 315 STARS（インテリ Ver.） | 「POKER FAITH -ポーカーフェイス-」                                                    | テレビアニメ『アイドルマスター SideM 理由あってMini!』エンディングテーマ                                        |
| 2019年   | | |                                                                                       | |
| 3月15日  | THE IDOLM@STER SideM WakeMini! SOLO COLLECTION 03 INTELLIGENCE Ver.                                    | 葛之葉雨彦（笠間淳） | 「POKER FAITH -ポーカーフェイス-」                                                    | テレビアニメ『アイドルマスター SideM 理由あってMini!』関連曲                                                    |
| 5月10日  | THE IDOLM@STER SideM 4th ANNIVERSARY DISC『LIVE in your SMILE / DREAM JOURNEY』                        | Altessimo、W、FRAME、彩、神速一魂、S.E.M、THE 虎牙道、Legenders                                                                                            | 「LIVE in your SMILE」                                                                | ゲーム『アイドルマスター SideM』関連曲                                                                          |
| 10月16日 | GANG × ROCK 皇位争奪トーナメント ENTRY 03 ASTRAGALUS 『己を識れよ、世界を賭けよ』                      | ASTRAGALUS | 「Bet, the Dead」 「憂刻」                                                            | 『GANG×ROCK』関連曲                                                                                             |
| 10月16日 | GANG × ROCK 皇位争奪トーナメント ENTRY 03 ASTRAGALUS 『己を識れよ、世界を賭けよ』                      | 副島桂（笠間淳） | 「Bet, the Dead」                                                                     | 『GANG×ROCK』関連曲                                                                                             |
| 12月18日 | THE IDOLM@STER SideM 5th ANNIVERSARY DISC 01 PRIDE STAR                                                | 315 ALLSTARS | 「PRIDE STAR」 「DRIVE A LIVE」 「Reason!!」 「GLORIOUS RO@D」                        | ゲーム『アイドルマスター SideM』関連曲                                                                          |
| 2020年   | | |                                                                                       | |
| 1月29日  | あんさんぶるスターズ!! ユニットソングCD Crazy:B                                                        | Crazy:B | 「Crazy Roulette」 「Be The Party Bee!」 「RISKY VENUS」                              | ゲーム『あんさんぶるスターズ!!』関連曲                                                                          |
| 3月6日   | THE IDOLM@STER SideM 5th ANNIVERSARY UNIT COLLECTION -PRIDE STAR-                                      | Legenders | 「PRIDE STAR」                                                                        | ゲーム『アイドルマスター SideM』関連曲                                                                          |
| 3月18日  | THE IDOLM@STER SideM 5th ANNIVERSARY DISC 04 FRAME & S.E.M & Legenders                                 | Legenders | 「Make New Legend」                                                                   | ゲーム『アイドルマスター SideM』関連曲                                                                          |
| 3月18日  | THE IDOLM@STER SideM 5th ANNIVERSARY DISC 04 FRAME & S.E.M & Legenders                                 | FRAME、S.E.M、Legenders | 「Bet your intuition!」                                                               | ゲーム『アイドルマスター SideM』関連曲                                                                          |
| 3月25日  | JEALOUSYS                                                                                              | Sylphy | 「火焔のカメリア」 「雪花」                                                           | ゲーム『快感♥フレーズ CLIMAX -NEXT GENERATION-』関連曲                                                          |
| 8月26日  | あんさんぶるスターズ!! アプリ主題歌 『BRAND NEW STARS!!』                                              | ESオールスターズ | 「BRAND NEW STARS!!｣ 「Walk with your smile｣                                          | ゲーム『あんさんぶるスターズ!!』関連曲                                                                          |
| 8月26日  | あんさんぶるスターズ!! 5th Anniversary song 『Walk with your smile』                                   | Crazy:B | 「Walk with your smile」                                                              | ゲーム『あんさんぶるスターズ!!』関連曲                                                                          |
| 8月26日  | THE IDOLM@STER SideM 5th ANNIVERSARY SOLO COLLECTION 03                                                | 葛之葉雨彦（笠間淳） | 「Make New Legend」                                                                   | ゲーム『アイドルマスター SideM』関連曲                                                                          |
| 12月23日 | あんさんぶるスターズ!! ESアイドルソング season1 Crazy:B                                                | Crazy:B | 「Honeycomb Summer」 「PARANOIA STREET」 「BRAND NEW STARS!!」                        | ゲーム『あんさんぶるスターズ!!』関連曲                                                                          |
| 2021年   | | |                                                                                       | |
| 1月27日  | あんさんぶるスターズ!! シャッフルユニットソングコレクション vol.01                                     | XXVeil | 「Midnight Butlers」                                                                  | ゲーム『あんさんぶるスターズ!!』関連曲                                                                          |
| 2月3日   | THE IDOLM@STER SideM NEW STAGE EPISODE 10 Legenders                                                    | Legenders | 「FOCUS ON YOUR LIFE」 「NEXT STAGE!」                                                | ゲーム『アイドルマスター SideM』関連曲                                                                          |
| 2月7日   | THE IDOLM@STER SideM UNIT COLLECTION -MEET THE WORLD!-                                                 | 315 ALLSTARS | 「MEET THE WORLD!」                                                                   | ゲーム『アイドルマスター SideM』関連曲                                                                          |
| 2月7日   | THE IDOLM@STER SideM UNIT COLLECTION -MEET THE WORLD!-                                                 | Legenders | 「MEET THE WORLD!」                                                                   | ゲーム『アイドルマスター SideM』関連曲                                                                          |
| 6月23日  | あんさんぶるスターズ!! 6th Anniversary song 『FUSIONIC STARS!!』                                       | ESオールスターズ | 「FUSIONIC STARS!!」                                                                  | ゲーム『あんさんぶるスターズ!!』関連曲                                                                          |
| 7月14日  | あんさんぶるスターズ!! ESアイドルソング season2 Crazy:B                                                | Crazy:B | 「指先のアリアドネ」 「Noisy:Beep」                                                   | ゲーム『あんさんぶるスターズ!!』関連曲                                                                          |
| 9月18日  | ジャックジャンヌ VOCAL COLLECTION                                                                      | 立花希佐（寺崎裕香）、高科更文（近藤孝行）、睦実介（笠間淳）、根地黒門（岸尾だいすけ）、白田美ツ騎（梶原岳人）、織巻寿々（内田雄馬）、世長創司郎（佐藤元） | 「Jack & Jeanne Of Quartz」                                                           | ゲーム『ジャックジャンヌ』オープニングテーマ                                                                    |
| 9月18日  | ジャックジャンヌ VOCAL COLLECTION                                                                      | 立花希佐（寺崎裕香）、高科更文（近藤孝行）、睦実介（笠間淳）、根地黒門（岸尾だいすけ）、白田美ツ騎（梶原岳人）、織巻寿々（内田雄馬）、世長創司郎（佐藤元） | 「Fortune color is crystal!」 「なかつくにのキルツェ」 「Quartz Anima」               | ゲーム『ジャックジャンヌ』挿入歌                                                                                |
| 9月18日  | ジャックジャンヌ VOCAL COLLECTION                                                                      | 高科更文（近藤孝行）、睦実介（笠間淳） | 「Compass line」 「なまえのないともだち」                                             | ゲーム『ジャックジャンヌ』挿入歌                                                                                |
| 9月18日  | ジャックジャンヌ VOCAL COLLECTION                                                                      | 高科更文（近藤孝行）、睦実介（笠間淳）、根地黒門（岸尾だいすけ）、白田美ツ騎（梶原岳人）、織巻寿々（内田雄馬）                                             | 「!!!ゴーストパーティー!!!」                                                          | ゲーム『ジャックジャンヌ』挿入歌                                                                                |
| 9月18日  | ジャックジャンヌ VOCAL COLLECTION                                                                      | 睦実介（笠間淳）、根地黒門（岸尾だいすけ） | 「懺悔室で激しく懺悔」                                                                | ゲーム『ジャックジャンヌ』挿入歌                                                                                |
| 9月18日  | ジャックジャンヌ VOCAL COLLECTION                                                                      | 立花希佐（寺崎裕香）、高科更文（近藤孝行）、睦実介（笠間淳）、根地黒門（岸尾だいすけ）、白田美ツ騎（梶原岳人）、織巻寿々（内田雄馬）、世長創司郎（佐藤元） | 「風が吹いたんだ」                                                                    | ゲーム『ジャックジャンヌ』エンディングテーマ                                                                    |
| 9月18日  | ジャックジャンヌ VOCAL COLLECTION                                                                      | 立花希佐（寺崎裕香）、睦実介（笠間淳） | 「風が吹いたんだ」                                                                    | ゲーム『ジャックジャンヌ』エンディングテーマ                                                                    |
| 9月29日  | THE IDOLM@STER SideM GROWING SIGN@L 01 Growing Smiles!                                                 | 315 ALLSTARS | 「Growing Smiles!」 「DRIVE A LIVE」 「Beyond The Dream」 「NEXT STAGE!」             | ゲーム『アイドルマスター SideM GROWING STARS』関連曲                                                            |
| 10月29日 | Weltreise                                                                                              | Bremüsik | 「Weltreise」                                                                         | 『音戯の譜〜CHRONICLE〜』関連曲                                                                                 |
| 12月8日  | STATION IDOL LATCH! 04                                                                                 | a/maze | 「世界一憂鬱な王子」                                                                  | 『STATION IDOL LATCH!』関連曲                                                                                   |
| 2022年   | | |                                                                                       | |
| 1月8日   | THE IDOLM@STER SideM UNIT COLLECTION -Growing Smiles!-                                                 | Legenders | 「Growing Smiles!」                                                                   | ゲーム『アイドルマスター SideM GROWING STARS』関連曲                                                            |
| 3月9日   | あんさんぶるスターズ!! FUSION UNIT SERIES 07 Crazy:B × 2wink                                           | Crazy:B、2wink | 「LEMON SQUASH CHEERS!」                                                              | ゲーム『あんさんぶるスターズ!!』関連曲                                                                          |
| 3月9日   | あんさんぶるスターズ!! FUSION UNIT SERIES 07 Crazy:B × 2wink                                           | Crazy:B | 「FUSIONIC STARS!!」                                                                  | ゲーム『あんさんぶるスターズ!!』関連曲                                                                          |
| 3月9日   | THE IDOLM@STER SideM GROWING SIGN@L 05 Legenders                                                       | Legenders | 「Time Before Time」 「PERMAFROST」                                                   | ゲーム『アイドルマスター SideM GROWING STARS』関連曲                                                            |
| 3月12日  | THE IDOLM@STER SideM PASSION@TE FORMATION -INTELLIGENCE-                                               | 315 STARS（インテリVer.） | 「ANYWHERE」                                                                          | ゲーム『アイドルマスター SideM GROWING STARS』関連曲                                                            |
| 3月12日  | THE IDOLM@STER SideM PASSION@TE FORMATION -INTELLIGENCE-                                               | 葛之葉雨彦（笠間淳） | 「ANYWHERE」                                                                          | ゲーム『アイドルマスター SideM GROWING STARS』関連曲                                                            |
| 6月22日  | あんさんぶるスターズ!! 7th Anniversary song 『Surprising Thanks!!』                                    | ESオールスターズ | 「Surprising Thanks!!」                                                               | ゲーム『あんさんぶるスターズ!!』関連曲                                                                          |
| 10月1日  | THE IDOLM@STER SideM GROWING SIGN@L SOLO COLLECTION 01                                                 | 葛之葉雨彦（笠間淳） | 「Time Before Time」                                                                  | ゲーム『アイドルマスター SideM GROWING STARS』関連曲                                                            |
| 10月12日 | Mystery of Destiny                                                                                     | a/maze | 「Mystery of Destiny」                                                                | 『STATION IDOL LATCH!』関連曲                                                                                   |
| 11月23日 | 永久少年 Eternal Boys ステージ1                                                                        | Gentlemen | 「Dreamy Life」                                                                       | テレビアニメ『永久少年 Eternal Boys』 オープニングテーマ                                                        |
| 12月21日 | THE IDOLM@STER SideM GROWING SIGN@L 15 Take a StuMp!                                                   | 315 ALLSTARS | 「Take a StuMp!」                                                                     | ゲーム『アイドルマスター SideM GROWING STARS』関連曲                                                            |
| 2023年   | | |                                                                                       | |
| 1月18日  | GO FOR IT!!                                                                                            | 315 STARS | 「GO FOR IT!!」                                                                       | ゲーム『アイドルマスター SideM GROWING STARS』関連曲                                                            |
| 1月25日  | あんさんぶるスターズ!! ESアイドルソング season3 Crazy:B                                                | Crazy:B | 「Helter-Spider」 「Surprising Thanks!!」                                             | ゲーム『あんさんぶるスターズ!!』関連曲                                                                          |
| 1月25日  | 永久少年 Eternal Boys ステージ2                                                                        | Gentlemen | 「シャル・ウィ・ダンス?」                                                             | テレビアニメ『永久少年 Eternal Boys』挿入歌                                                                     |
| 2月11日  | THE IDOLM@STER SideM UNIT COLLECTION -Take a StuMp!-                                                   | Legenders | 「Take a StuMp!」                                                                     | ゲーム『アイドルマスター SideM GROWING STARS』関連曲                                                            |
| 2月28日  | ジャックジャンヌ ミニアルバム『shuffle』                                                               | 立花希佐（寺崎裕香）、高科更文（近藤孝行）、睦実介（笠間淳）、根地黒門（岸尾だいすけ）、白田美ツ騎（梶原岳人）、織巻寿々（内田雄馬）、世長創司郎（佐藤元） | 「Fortune color is crystal! shuffle ver.」 「Jack & Jeanne Of Quartz リミックスver.」 | ゲーム『ジャックジャンヌ』関連曲                                                                                |
| 2月28日  | ジャックジャンヌ ミニアルバム『shuffle』                                                               | 高科更文（近藤孝行）、睦実介（笠間淳）、根地黒門（岸尾だいすけ）、世長創司郎（佐藤元）                                                                     | 「我らグレートガリオン shuffle ver.」                                                 | ゲーム『ジャックジャンヌ』関連曲                                                                                |
| 3月11日  | 幻想のUtopia / 安寧のDystopia                                                                          | 315 STARS | 「安寧のDystopia」                                                                    | 朗読イベント『THE IDOLM@STER SideM PASSIONABLE READING SHOW 超常事変 〜対立スル正義〜』エンディングテーマ       |
| 3月22日  | 永久少年 Eternal Boys ステージ3                                                                        | Gentlemen | 「GENTLEMEN」                                                                         | テレビアニメ『永久少年 Eternal Boys』挿入歌                                                                     |
| 3月24日  | あんさんぶるスターズ!! カバーソングコレクション                                                        | Crazy:B、UNDEAD | 「U.S.A.」                                                                            | ゲーム『あんさんぶるスターズ!!』関連曲                                                                          |
| 5月31日  | THE IDOLM@STER SideM 49 ELEMENTS 11 Legenders                                                          | Legenders | 「Eclipse of the Heart」                                                              | ゲーム『アイドルマスター SideM GROWING STARS』関連曲                                                            |
| 5月31日  | THE IDOLM@STER SideM 49 ELEMENTS 11 Legenders                                                          | 葛之葉雨彦（笠間淳） | 「Radiance of Heart」                                                                 | ゲーム『アイドルマスター SideM GROWING STARS』関連曲                                                            |
| 6月28日  | あんさんぶるスターズ!! 8th Anniversary song 『One with One』                                           | ESオールスターズ | 「One with One」                                                                      | ゲーム『あんさんぶるスターズ!!』関連曲                                                                          |
| 7月19日  | あんさんぶるスターズ!! アルバムシリーズ『TRIP』 Volume 01 Crazy:B                                      | Crazy:B | 「NA NA NA SUMMER NIGHT BeeAT」 「Crazy Anthem」                                      | ゲーム『あんさんぶるスターズ!!』関連曲                                                                          |
| 7月19日  | あんさんぶるスターズ!! アルバムシリーズ『TRIP』 Volume 01 Crazy:B                                      | HiMERU（笠間淳） | 「視線Hold me tight」                                                                 | ゲーム『あんさんぶるスターズ!!』関連曲                                                                          |
| 8月22日  | Going My LATCH!                                                                                        | YAMANOTE LATCH ALL STARS | 「Going My LATCH!」                                                                   | 『STATION IDOL LATCH!』関連曲                                                                                   |
| 8月23日  | テクノロイド 1st Album『UNISON × MIND』                                                                | 天地 | 「月徒陰陽開心」                                                                      | ゲーム『テクノロイド ユニゾンハート』関連曲                                                                     |
| 10月28日 | Hands & Claps!                                                                                         | 315 ALLSTARS | 「Hands & Claps!」                                                                    | ライブイベント『THE IDOLM@STER SideM 8th STAGE 〜ALL H@NDS TOGETHER〜』テーマソング                             |
| 10月28日 | Hands & Claps!                                                                                         | 315 STARS（インテリVer.） | 「Hands & Claps!」                                                                    | ライブイベント『THE IDOLM@STER SideM 8th STAGE 〜ALL H@NDS TOGETHER〜』テーマソング                             |
| 2024年   | | |                                                                                       | |
| 1月17日  | THE FIRST TRAIN 〜声よし!〜                                                                            | ファンタジスタブロック | 「ファンタジスタ!」                                                                   | 『STATION IDOL LATCH!』関連曲                                                                                   |
| 2月10日  | THE IDOLM@STER SideM UNIT COLLECTION -Hands & Claps!–                                                  | Legenders | 「Hands & Claps!」                                                                    | ライブイベント『THE IDOLM@STER SideM 8th STAGE 〜ALL H@NDS TOGETHER〜』関連曲                                   |
| 2月10日  | 四心争乱 -天地一指-                                                                                    | 315 STARS | 「四心争乱 -天地一指-」                                                               | 朗読イベント『THE IDOLM@STER SideM PASSIONABLE READING SHOW 〜天地四心伝〜』主題歌                              |
| 2月10日  | 四心争乱 -天地一指-                                                                                    | 315 STARS | 「Side 藍、紅、二藍」                                                                 | 朗読イベント『THE IDOLM@STER SideM PASSIONABLE READING SHOW 〜天地四心伝〜』主題歌                              |
| 3月6日   | THE IDOLM@STER SideM F@NTASTIC COMBINATION 〜CONNECTIME!!!!〜 -DIMENSION ARROW- Legenders              | Legenders、C.FIRST | 「Secret Light」                                                                      | ライブイベント『315 Production presents F@NTASTIC COMBINATION LIVE 〜CONNECTIME!!!!〜 -DIMENSION ARROW-』関連曲 |
| 3月6日   | THE IDOLM@STER SideM F@NTASTIC COMBINATION 〜CONNECTIME!!!!〜 -DIMENSION ARROW- Legenders              | Legenders | 「Trust me now」                                                                      | ライブイベント『315 Production presents F@NTASTIC COMBINATION LIVE 〜CONNECTIME!!!!〜 -DIMENSION ARROW-』関連曲 |
| 3月6日   | THE IDOLM@STER SideM F@NTASTIC COMBINATION 〜CONNECTIME!!!!〜 -DIMENSION ARROW- Legenders              | Altessimo、彩、Legenders、C.FIRST | 「DRIVE A LIVE」 「NEXT STAGE!（Short size）」                                        | ライブイベント『315 Production presents F@NTASTIC COMBINATION LIVE 〜CONNECTIME!!!!〜 -DIMENSION ARROW-』関連曲 |
| 3月6日   | THE IDOLM@STER SideM F@NTASTIC COMBINATION 〜CONNECTIME!!!!〜 -DIMENSION ARROW- C.FIRST                | Altessimo、彩、Legenders、C.FIRST | 「Beyond the Dream」                                                                  | ライブイベント『315 Production presents F@NTASTIC COMBINATION LIVE 〜CONNECTIME!!!!〜 -DIMENSION ARROW-』関連曲 |
| 4月3日   | TVアニメ『スナックバス江』 Cover Song Correction                                                       | 東美樹（笠間淳） | 「シルエット・ロマンス」                                                              | テレビアニメ『スナックバス江』エンディングテーマ                                                                |
| 4月26日  | ジャックジャンヌ ミニアルバム『shuffle 2』                                                             | 高科更文（近藤孝行）、睦実介（笠間淳）、根地黒門（岸尾だいすけ）                                                                                           | 「ハレル・ア ～友よ、わが神の名をさけべ〜 shuffle ver.type A」                        | ゲーム『ジャックジャンヌ』関連曲                                                                                |
| 4月27日  | あんさんぶるスターズ!! 9th Anniversary song 『LIMIT BREAK DREAMERS』                                   | ESオールスターズ | 「LIMIT BREAK DREAMERS」                                                              | ゲーム『あんさんぶるスターズ!!』関連曲                                                                          |
| 4月27日  | あんさんぶるスターズ!! 9th Anniversary song 『LIMIT BREAK DREAMERS』                                   | Crazy:B | 「LIMIT BREAK DREAMERS」                                                              | ゲーム『あんさんぶるスターズ!!』関連曲                                                                          |
| 5月29日  | Going My LATCH! 〜特別Remix ver.〜                                                                     | 雷電遊生（鈴木裕斗）、飴屋楊（笠間淳）、北颯（矢野奨吾）、饗庭紡麦（高橋英則）、大崎新市（菅沼久義）                                                       | 「Going My LATCH! 〜特別Remix ver.〜」                                                | 『STATION IDOL LATCH!』関連曲                                                                                   |
| 6月26日  | あんさんぶるスターズ!! ESアイドルソング Extra ALKALOID & Crazy:B                                       | ALKALOID、Crazy:B | 「SAKE OF LOVE」                                                                      | ゲーム『あんさんぶるスターズ!!』関連曲                                                                          |
| 6月26日  | あんさんぶるスターズ!! ESアイドルソング Extra ALKALOID & Crazy:B                                       | Crazy:B | 「Foolish Alien」                                                                     | ゲーム『あんさんぶるスターズ!!』関連曲                                                                          |
| 6月26日  | BRAND NEW STARS!!                                                                                      | ESオールスターズ | 「BRAND NEW STARS!!」 「Walk with your smile」                                        | ゲーム『あんさんぶるスターズ!!』関連曲                                                                          |
| 6月26日  | FUSIONIC STARS!!                                                                                       | ESオールスターズ | 「FUSIONIC STARS!!」                                                                  | ゲーム『あんさんぶるスターズ!!』関連曲                                                                          |
| 6月26日  | Surprising Thanks!!                                                                                    | ESオールスターズ | 「Surprising Thanks!!」                                                               | ゲーム『あんさんぶるスターズ!!』関連曲                                                                          |
| 6月26日  | One with One                                                                                           | ESオールスターズ | 「One with One」                                                                      | ゲーム『あんさんぶるスターズ!!』関連曲                                                                          |
| 7月13日  | Gather Round!                                                                                          | 315 ALLSTARS | 「Gather Round!」                                                                     | ライブイベント『THE IDOLM@STER SideM 9th STAGE ～MIR@-CIRCLE CRESCENDO～』テーマソング                          |
| 7月13日  | Gather Round!                                                                                          | 315 STARS（インテリVer.） | 「Gather Round!」                                                                     | ライブイベント『THE IDOLM@STER SideM 9th STAGE ～MIR@-CIRCLE CRESCENDO～』テーマソング                          |
| 7月31日  | THE IDOLM@STER SideM CIRCLE OF DELIGHT 16 Legenders                                                    | Legenders | 「リフレインアトリウム」 「“NOTHING TO LOSE”」                                        | アイドルマスター SideM『315 PASSION CONTENTS』関連曲                                                            |
| 8月28日  | あんさんぶるスターズ!! ESアイドルソング season5 Crazy:B 『UTAKATA DANCE FLOOR』                        | Crazy:B | 「UTAKATA DANCE FLOOR」                                                               | ゲーム『あんさんぶるスターズ!!』関連曲                                                                          |
| 10月14日 | Awesome LATCH!                                                                                         | 山手線代表LATCH | 「Awesome LATCH!」                                                                    | 『STATION IDOL LATCH!』関連曲                                                                                   |
| 11月26日 | あんさんぶるスターズ!! バラエティソングシリーズ 究極の9曲 『風早先輩の懺悔室! 〜迷えるESアイドル版〜』 | 風早巽（中澤まさとも）、迷えるゲストの皆さん | 「風早先輩の懺悔室! 〜迷えるESアイドル版〜」                                          | ゲーム『あんさんぶるスターズ!!』関連曲                                                                          |
| 2025年   | | |                                                                                       | |
| 1月23日  | 『My9Swallows TOPSTARS LEAGUE』主題歌CD（仮）                                                          | マイナインスワローズ | 「Get The Wings」                                                                     | ゲーム『My9Swallows TOPSTARS LEAGUE』 オープニングテーマ                                                        |
| 1月23日  | 『My9Swallows TOPSTARS LEAGUE』主題歌CD（仮）                                                          | マイナインスワローズ | 「Be One Together」                                                                   | ゲーム『My9Swallows TOPSTARS LEAGUE』 エンディングテーマ                                                        |
| 1月26日  | あんさんぶるスターズ!! バラエティソングシリーズ 究極の9曲 『YeeeeES! JUKEBOX』                         | 茨塾、敬人塾 | 「YeeeeES! JUKEBOX」                                                                  | ゲーム『あんさんぶるスターズ!!』関連曲                                                                          |

### その他参加楽曲
| 発売日        | 商品名                                                                          | 歌               | 楽曲                             | 備考 |
| ------------- | ------------------------------------------------------------------------------- | ---------------- | -------------------------------- | ---- |
| 2024年5月29日 | [Re:collection] HIT SONG cover series feat.voice actors 2 〜90's-00's EDITION〜 | 笠間淳           | 「このまま君だけを奪い去りたい」 |      |
| 2025年3月26日 | [Re:collection] HIT SONG cover series feat.voice actors ～DUET EDITION～        | 野島健児、笠間淳 | 「夏の終りのハーモニー」         |      |